# 湖北瘤果茶
湖北瘤果茶（学名：Camellia hupehensis）是山茶科山茶属的植物。分布在中国大陆的湖北等地。
其种加词“hupehensis”意为“湖北的”。
现接受名为小瘤果茶（Camellia parvimuricata var. hupehensis (Hung T.Chang) T.L.Ming, 1999）。